# ISPA – Instituto Universitario
El ISPA – Instituto Universitario, conocido habitualmente como ISPA, es una universidad privada en la ciudad de Lisboa. Fue fundada en 1962 y es la institución de enseñanza superior de psicología más antigua de Portugal. Es conocida principalmente por su enseñanza de la psicología. La universidad también ofrece desde licenciaturas hasta doctorados en biología. Según el Ranking Académico de las Universidades del Mundo, es una de las 400 mejores universidades del mundo en psicología.

## Alumnos destacados
- Anabela
- Ana Garcia Martins[7]
- António Ramalho Eanes
- Carlmelinda Pereira
- Catarina Rebelo
- Grada Kilomba[8]
- Manuel Custódia
- Ricardo Serrão Santos
- Rita Redshoes
- Salvador Sobral[9]